# Chris Ethridge
John Christopher Ethridge II (Meridian (Mississippi), 10 februari 1947 – aldaar, 23 april 2012), beter bekend als Chris Ethridge, was een Amerikaans muzikant. In de jaren zestig richtte hij met Gram Parsons, Chris Hillman en Pete Kleinow de invloedrijke countryrockgroep The Flying Burrito Brothers op.

## Biografie

### Jeugd
Chris Ethridge was een zoon van John Christopher Ethridge en Martha Eleanor McWilliams. Hij groeide op in Meridian in de staat Mississippi. Als kind luisterde hij graag naar de radio. Hij zong en speelde op een klein rood gitaartje met de liedjes mee. Zijn vader gaf hem zijn eerste basgitaar en die heeft hij jarenlang gebruikt. Op zeventienjarige leeftijd verhuisde Ethridge naar Los Angeles.

### International Submarine Band
In 1967 werd hij als bassist ingehuurd door The International Submarine Band (afgekort ISB), de eerste band van Gram Parsons. De band bestond verder uit drummer Jon Corneal en de gitaristen John Nuese en Bob Buchanan. Deze groep had net een platencontract getekend bij LHI Records, het platenlabel van Lee Hazlewood. Ethridge nam eind 1967 met The International Submarine Band de elpee Safe at Home op. Parsons verliet na de opnames de band en sloot zich aan bij The Byrds. LHI Records trachtte vergeefs een vervanger te vinden en de band hield al gauw op te bestaan. Het album werd uiteindelijk in het voorjaar van 1968 uitgebracht.

### The Flying Burrito Brothers
Na het uiteenvallen van The International Submarine Band startte Ethridge een nieuwe groep met onder anderen Ian Dunlop en Bobby Keyes. Onder de naam The Flying Burrito Brothers maakten ze een mengelmoes van country en soulmuziek. Na enkele personeelswisselingen bestond de countryrockgroep in 1968 uit Ethridge, Parsons, Chris Hillman en Pete Kleinow. Parsons en Hillman verlieten The Byrds na het album Sweetheart of the Rodeo. The Flying Burrito Brothers namen met verschillende drummers het album The Gilded Palace of Sin op, dat in februari 1969 door A&M Records werd uitgegeven. De plaat was met veertigduizend verkochte exemplaren een bescheiden succes, maar de band speelde met deze muziek een belangrijke rol in de ontwikkeling van de countryrock. Ethridge werd hierna vervangen door Bernie Leadon.
Het overlijden van Parsons in 1973 zorgde voor hernieuwde interesse in de muziek van The Flying Burrito Brothers. Ariola Records gaf in 1973 in Nederland het compilatiealbum Honky Tonk Heaven uit en wereldwijd verscheen in 1974 Close Up the Honky Tonks, beide met niet eerder uitgebrachte opnames. Gene Parsons van The Byrds werd door de voormalige manager, Eddie Tickner, gevraagd om The Flying Burrito Brothers her op te richten. Hij vormde toen samen met Ethridge, Kleinow, Gib Guilbeau en Joel Scott-Hill een nieuwe versie van de band. Hillman, die inmiddels deel uitmaakte van de band Manassas met Stephen Stills, vond het een slecht idee om de naam van The Flying Burrito Brothers hiervoor te gebruiken. Na de eerste plaat, Flying Again uit 1975, verliet Ethridge weer de band.

### Verdere carrière
Ethridge zette zijn carrière als sessiemuzikant voort. Hij speelde acht jaar lang in Willie Nelson's Family Band, de groep die Willie Nelson tijdens zijn tournees begeleidt. Hij werkte onder meer samen met Graham Nash, Ry Cooder, Judy Collins, Leon Russell, Johnny Winter, Randy Newman, Linda Ronstadt en Jackson Browne.
Hij overleed op 65-jarige leeftijd in een ziekenhuis in Meridian aan de gevolgen van alvleesklierkanker.

## Discografie
- Safe at Home (1968) met The International Submarine Band
- The Gilded Palace of Sin (1969) met The Flying Burrito Brothers
- L.A. Getaway (1971) met Joel Scott-Hill en John Barbata[10]
- Flying Again (1975) met The Flying Burrito Brothers

Hij verleende ook zijn medewerking aan liedjes op de volgende albums van andere artiesten:
- Alone Together (1970) van Dave Mason
- Songs for Beginners (1971) van Graham Nash

Dit overzicht is mogelijk incompleet; u kunt helpen door het uit te breiden.
- Bibliothèque nationale de France: cb14056104v (data)
- Gemeinsame Normdatei: 13458256X
- International Standard Name Identifier: 0000 0000 5518 7360
- Library of Congress Control Number: no96060835
- MusicBrainz: d28a397d-a9dc-4e5a-b011-a94885968f28
- Nederlandse Thesaurus van Auteursnamen: 07356575X
- Virtual International Authority File: 59287370
- WorldCat: E39PBJtRDQj4pWDDq3XhkP8jYP